# 존 디어키스

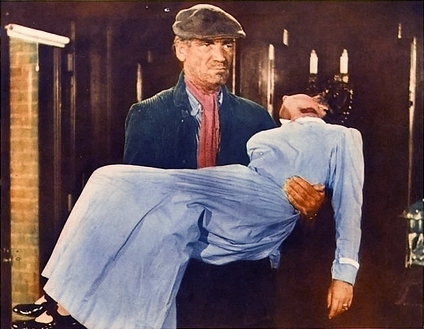

존 디어키스(John Dierkes, 1905년 2월 10일 ~ 1975년 1월 8일)는 미국의 배우, 경제학자, 텔레비전 배우이다.
신시내티에서 태어났으며 로스앤젤레스에서 사망하였다. 사인은 폐기종이다.

## 영화
- 오클라호마 유전(영어판) (1973년)
- 분노의 계절(영어판) (1972년)
- 오메가 맨 (1971년)
- 유령 출몰지 (1963년)
- X-레이 눈을 가진 사나이 (1963년)
- 부츠 한 켤레(영어판) (1962년)
- 중단된 매장 (1962년)
- 코만체로스 (1961년)
- 알라모 (1960년)
- 교수목 (1959년) - 소사이어티 레드 역
- 검은함정 (1958년)
- 왼손잡이 건맨 (1958년)
- 주발 (1956년)
- 딜론 보안관 (1955년)
- 네이키드 정글 (1954년)
- 프린스 밸리언트 (1954년)
- 한없는 추적(영어판) (1953년)
- 애보트와 코스텔로 닥터 지킬과 미스터 하이드 만나다(영어판) (1953년)
- 셰인 (1953년) - 모건 라이커 역
- 레 미제라블 (1952년)
- 플리머스 어드벤쳐(영어판) (1952년)
- 전사의 용기 (1951년)
- 괴물 디 오리지널 (1951년)
- 맥베드 (1948년)